# 毎日!!チェッカーズ
『毎日!!チェッカーズ』（まいにちチェッカーズ：英語表記は「My-Nichi!! CHECKERS」）は、チェッカーズの3枚目のオリジナル・アルバム。
1985年8月21日にキャニオン・レコードよりリリースされ、2004年3月17日にCDが再リリースされた。

## 解説
本来は「Song for U.S.A.」が収録される予定であったが、その出来の良さからシングル化が決定し、「あの娘とスキャンダル」の歌詞違いである「スキャンダル魔都」が収録されることとなった。

## 収録曲
1. クレイジー・パラダイスへようこそ
  - 作詞:売野雅勇／作曲:藤井尚之／編曲:チェッカーズ・芹澤廣明
  - 尚之曰く「モータウンを狙って失敗した曲」。
  - 後に「THE CHECKERS BEST」に再録ヴァージョン収録。
2. Summer Rain
  - 作詞:藤井郁弥／作曲:藤井尚之／編曲:チェッカーズ
  - 鶴久がリードボーカル。
  - コーラスに久留米弁で放送禁止用語が使われているが、「夜のヒットスタジオDELUXE」で披露された。
3. ジュリアに傷心（ハートブレイク）
  - 作詞:売野雅勇／作曲・編曲:芹澤廣明
  - 5thシングル。シングルとはミックスが若干異なる。
4. 湾岸物語-ベイサイド・ストーリー-（ハングリー・アイズ）
  - 作詞:売野雅勇／作曲:鶴久政治／編曲:チェッカーズ・芹澤廣明
  - 高杢がリードボーカル。
5. Marry Me Tomorrow
  - 作詞:藤井郁弥／作曲:武内享／編曲:チェッカーズ・芹澤廣明
6. P.M.9:00のシンデレラ
  - 作詞:藤井郁弥／作曲・編曲:芹澤廣明
7. You Love Rock'n' Roll
  - 作詞:藤井郁弥／作曲:藤井尚之／編曲:チェッカーズ
8. ジェイルハウス・ラヴ
  - 作詞:売野雅勇／作曲:武内享／編曲:チェッカーズ
  - 武内がリードボーカル。武内は「弦楽四重奏でやりたかった」と述懐。
9. スキャンダル魔都（ポリス）
  - 作詞:売野雅勇／作曲・編曲:芹澤廣明
  - 6thシングル「あの娘とスキャンダル」の歌詞違いの曲。メンバーは、「このような（歌詞を変えただけの）曲を今後発表してはいけない」と、この曲を収録したことを非常に後悔していた。
10. 哀しみのヴァージン・ロード
  - 作詞:売野雅勇／作曲・編曲:芹澤廣明